# 33187 Pizzolato
33187 Pizzolato este o planetă minoră (asteroid) din centura de asteroizi. A fost descoperită pe 20 martie 1998 la Experimental Test Site⁠(d) de Lincoln Near-Earth Asteroid Research. 
Obiectul prezintă o orbită caracterizată de o semiaxă mare de 2,7152734 UAi, o excentricitate de 0,14, o înclinație de 8,60393 ° în raport cu ecliptica.